# Roești (gmina Pesceana)
Roești – wieś w Rumunii, w okręgu Vâlcea, w gminie Pesceana. W 2011 roku liczyła 359 mieszkańców.